# Балкански страшник
Балканският страшник (Acanthus balcanicus, син. Acanthus longifolius) е многогодишно тревисто растение от род Меча стъпка, ендемичен вид от Балканския полуостров. Растението е култивирано в много европейски и американски градини.
Включено е в списъка на лечебните растения съгласно Закона за лечебните растения.

## Описание
Достига до 80 см височина, листата му са дълбоко наделени и нарязани, тъмнозелени и лъскави на цвят. Цъфти в средата на лятото от юли до август. Цветовете са на много дълго цветоносно стъбло и се състоят от долна устна и горна устна, подобна на зъби.

## Галерия
- Пъпка на съцветие
- Отварящо се съцветие
- Съцветие
- Цветът в близък план
- Листо